# Artémida
Artémida (grec moderne : Αρτέμιδα) est une localité située dans le dème de Spáta-Artémida, dans le district régional d'Attique-de-l'Est, dans la périphérie d'Attique, en Grèce.
Selon le recensement de 2021, elle compte 21 924 habitants.